# Tracy Lynn Cruz
Tracy Lynn Leon (nascida Cruz; Westminster, Califórnia, 29 de janeiro de 1976)  é uma ex-atriz mais conhecida por seu papel como Ashley Hammond, Power Ranger Amarela nas fases Turbo e no Espaço da franquia Power Rangers. 

## Biografia
Tracy Lynn Cruz possui ascendência filipina e cubana, estudou para ser uma dançarina, e em seguida para professora bilíngue. Conseguiu o papel depois de receber o incentivo do então namorado Johnny Yong Bosch, e com auxílio de sua experiência em dança que ajudou na audição. Antes de conseguir seu papel como Ashley Hammond, participou como figurante no episódio "I’m dreaming of a White Ranger" da terceira temporada da série. 
Quando os primeiros atores de Power Rangers Turbo souberam da troca de elenco, todos resolveram seguir em frente, Johnny Yong Bosch resolve incentivar sua pupila em artes marciais e até então namorada Tracy a fazer os testes para Ranger Rosa. Tracy ganha o papel de Ranger Rosa. Já na série, mudaram de Ranger Rosa para Amarela, e nas filmagens do episódio "A Drive to Win" de Power Rangers Turbo a atriz machucou seu punho.
Depois de Power Rangers, foi modelo da Abercrombie and Fitch durante os anos de 2002 a 2004. Atualmente é casada com Javier Leon com quem tem quatro filhos (3 meninos e 1 menina). Sua cantora favorita é Mariah Carey, de quem ela coleciona itens. Seu filme favorito é Titanic. Suas habilidades incluem, Artes Marciais, Dança e coreografia, ginastica, patins em linha, neve e bodyboard, esqui na neve, corrida, ciclismo, natação, passeios a cavalo, tenis, animadora de torcida, cantar e armas de fogo. Formada em Cinema / Atuação para TV, Estudo de Cena, na técnica da câmera.

## Filmografia
1. Mighty Morphin Power Rangers (1995)... Participação Especial (Figurante, já com o nome da sua personagem Ashley.)
2. Power Rangers: Turbo (1997)... Ashley Hammond
3. Power Rangers: In Space (1998)... Ashley Hammond
4. Power Rangers: Lost Galaxy (1999)... Participação em dois episódios como Ashley Hammond